# Krylatskoe
Il quartiere Krylatskoe (in russo Район Крылатское?) è un quartiere di Mosca sito nel Distretto Occidentale.
Prende il nome dall'abitato di Kryleckoe che sorgeva nell'area, noto fin dal XV secolo e all'inizio del XVII secolo proprietà dei boiari dei Romanov.
Viene incluso nel territorio della città di Mosca nel 1960, come parte del quartiere Kievskij. I confini dell'attuale quartiere sono stati definiti con la riforma amministrativa del 1991.